# Amato (Olaszország)
Amato község (comune) Calabria régiójában, Catanzaro megyében.

## Fekvése
A megye központi részén fekszik. Határai: Marcellinara, Miglierina, Pianopoli és Serrastretta.

## Története
Amato egyike Calabria legrégebbi településeinek. Arisztotelész Portus Amati Fluminis (Amato folyó kikötője) néven említi, míg idősebb Plinius Sinus Lamentinus név alatt. A mai város elődje Lamentia volt, egyike az ókori Bruttium városainak egyike. Az i. e. 8-7 században görög telepesek fennhatósága alá került és Magna Graecia egyik városállama lett. A pürrhoszi háború ideje alatt Tarentum városát támogatta Rómával szemben. A háború után a város a rómaiak fennhatósága alá került. A második pun háború idején lakosai szintén Róma ellen harcoltak, ezúttal Hannibál karthágói seregeinek oldalán. A háború utáni századokból nagyon kevés régészeti lelet maradt fent, valószínűleg a rómaiak, a többi calabriai városhoz hasonlóan felégették. A Nyugatrómai Birodalom bukása után előbb az osztrogótok, majd a bizánciak fennhatósága alá került. A 11. század elején a normann Szicíliai Királyság része lett. A 15. századtól kezdődően a település és környéke nemesi családok birtoka lett.  1806-ban lett önálló község, amikor a Nápolyi Királyságban felszámolták a feudalizmust.

## Népessége
A népesség számának alakulása:

## Főbb látnivalói
- Paolai Szent Ferenc (a város védőszentje) 1966-ban épült szobra